# Johann Karl Ludwig Gieseler
Johann Karl Ludwig Gieseler, född 3 mars 1792 i Petershagen, död 8 juli 1854 i Göttingen, var en tysk kyrkohistoriker.
Gieseler var professor och konsistorialråd i Göttingen. Han utgav ett flertal kyrkohistoriska arbeten och framför allt Lehrbuch der Kirchengeschichte (1824-57, de två sista banden av Ernst Rudolf Redepenning), varigenom Gieseler vid sidan av August Neander blev den normgivande för nästan alla kyrkohistoriska läroböcker under 1800-talet. Gieseler utgav även, tillsammans med Gottfried Lücke, "Zeitschrift für gebildete Christen der evangelischen Kirche" (1823-24).